# Santena

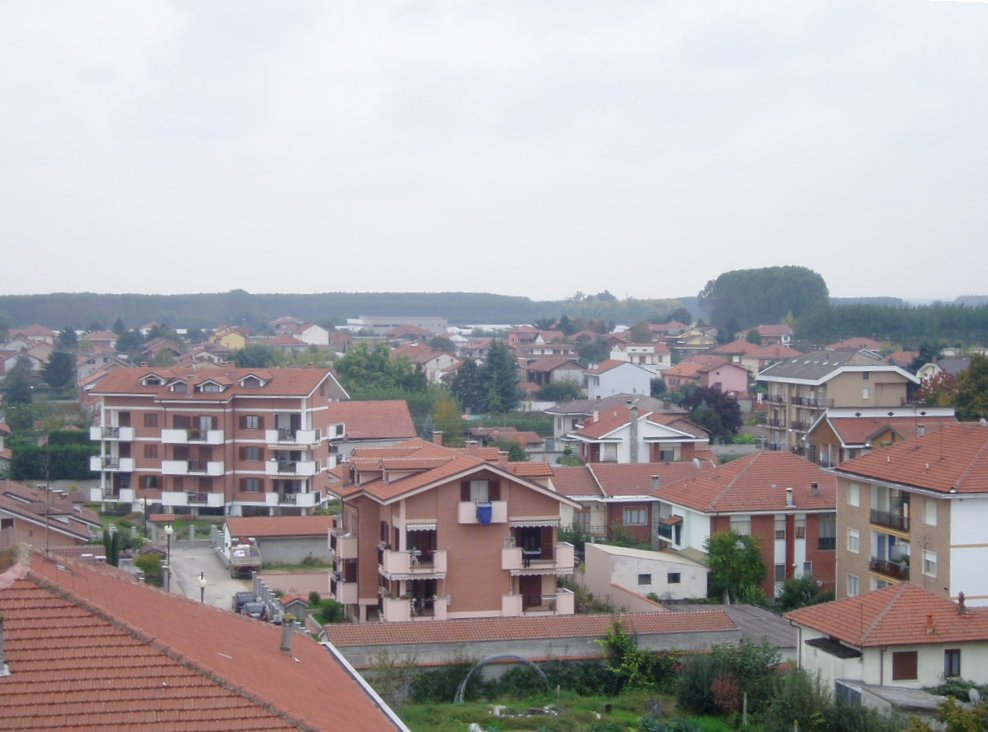
Santena

Santena (uitgesproken als Sántena) is een stad van ongeveer 10.000 inwoners in de Italiaanse provincie Turijn. Hoewel de geschiedenis van de stad vele eeuwen terug begonnen is, is ongeveer driekwart van de stad in de laatste decennia van de 20e eeuw gebouwd vanwege suburbanisatie vanuit Turijn.